# Exocentrus aureovittatus
Exocentrus aureovittatus es una especie de escarabajo longicornio del género Exocentrus, categorizada en la tribu Exocentrini, de la subfamilia Lamiinae. Fue descrita por Breuning & Teocchi en 1973.

## Descripción
Mide 6-8 mm de longitud.

## Distribución
Se distribuye por Etiopía, Kenia y Somalia.